# Clavariadelphus cokeri
Clavariadelphus cokeri är en svampart som beskrevs av V.L. Wells & Kempton 1968. Clavariadelphus cokeri ingår i släktet Clavariadelphus och familjen Clavariadelphaceae.   Inga underarter finns listade i Catalogue of Life.